# Hotel Kaiserhoff w Sopocie
Hotel Kaiserhoff – dawny hotel w Sopocie przy ówczesnej Seestrasse 23, późniejszej ul. Monte Cassino 39.
Budynek powstał w 1901 roku w miejscu zbudowanego w latach 1830-1831 najstarszego hotelu w Sopocie (określanego w literaturze jako Hotel de Zopot lub Kreiss Hotel – od nazwiska inwestora Jeana Georges'a Kreissa).
Po II wojnie światowej hotel pełni rolę domu mieszkalnego.